# Roberto Cortellini
Roberto Cortellini (Brescia, 19 febbraio 1982) è un ex calciatore italiano, di ruolo difensore.

## Carriera
A 17 anni entra nella prima squadra del Brescia che gioca nella stagione 1999-2000 nella serie cadetta. Per tutta l'annata 2000-2001 non riesce ad esordire in Serie A e nel 2002 viene ceduto al Lumezzane, in Serie C1. Al Lumezzane tra il 2002 e il 2004 riesce ad ottenere 47 presenze e 2 reti. Torna in Serie B nella stagione 2004-2005 nelle file del Treviso dove colleziona 11 presenze e un gol prima di tornare al Brescia nella stagione seguente dove gioca due stagioni piene. Nel 2007 si trasferisce al Cesena, in Serie B. A fine anno la squadra retrocede in Lega Pro Prima Divisione e viene ceduto in prestito alla SPAL. Nel 2009 viene acquistato dal Modena in Serie B dove gioca da titolare l'intera stagione 2009-2010. Segna il suo primo e unico gol nella trasferta vinta per 2-3 contro il Piacenza, con un potente tiro di sinistro. Nella prima metà della stagione seguente non scende mai in campo con i canarini, e così nella sessione invernale di calciomercato si trasferisce al FeralpiSalò in Lega Pro Seconda Divisione.
Il 30 giugno 2013 rimane svincolato e il 22 luglio seguente parte per il ritiro a Coverciano dei calciatori svincolati sotto l'egida dell'Associazione Italiana Calciatori. Nel settembre 2013 viene ingaggiato dalla Torres militante in Lega Pro Seconda Divisione.
L'11 agosto 2014 passa a titolo definitivo al Barletta.
Il 29 luglio 2015 viene ufficializzato l'acquisto del cartellino da parte della Fidelis Andria, squadra neopromossa in Lega Pro. Cortellini sottoscrive un contratto annuale.